# Alvah Meyer
Pour les articles homonymes, voir Meyer.
Alvah T. Meyer (né le 18 juillet 1888 à New York et mort le 19 décembre 1939 à Tucson) est un athlète américain. Il participe aux Jeux olympiques de Stockholm et décroche une médaille d'argent sur 100 mètres avant d'être éliminé en demi-finales du 200 mètres. 

## Palmarès
| Date | Compétition     | Lieu      | Résultat | Épreuve | Temps |
| ---- | --------------- | --------- | -------- | ------- | ----- |
| 1912 | Jeux olympiques | Stockholm | 2e       | 100 m   | 10.9  |